# Marino Bergamasco
Marino Bergamasco (Trieste, 27 novembre 1925 – Milano, 22 gennaio 2010) è stato un calciatore e allenatore di calcio italiano, di ruolo centrocampista.

## Carriera

### Giocatore
Cresciuto nella Triestina, giocò tre campionati in Serie A con Siena (in prestito), Triestina, Udinese totalizzando 64 presenze e 6 gol. Inoltre nella stagione 1956-1957 giocò 12 partite per la Pistoiese.

### Allenatore
Alla fine degli anni cinquanta cominciò ad allenare in Serie D, per diventare poi osservatore del Padova ai tempi di Nereo Rocco. Sempre con Rocco divenne vice-allenatore del Milan vincendo due scudetti, due Coppe dei Campioni, una Coppa delle Coppe ed una Coppa Intercontinentale, e del Torino dove nel 1966-1967 divenne allenatore con Rocco come direttore tecnico.
Ha guidato la Sambenedettese, ottenendo nella stagione 1973-1974 una storica promozione in Serie B. Inoltre è stato anche sulle panchine di Lucchese, Padova e Giulianova, Fano, Omegna.
Terminata la carriera di allenatore, è rimasto nel Milan con qualche incarico di fiducia.
Muore ottantaquattrenne a Milano.

## Palmarès

### Allenatore
- Campionati italiani di Serie C: 1

Sambenedettese: 1973-1974